# Хиндой (Шаройский район)
Хиндой — покинутый аул в Шаройском районе Чеченской Республики.

## География
Расположен на левом берегу реки Шароаргун, к юго-западу от районного центра Химой.
Ближайшие населённые пункты и развалины бывших аулов: на северо-западе — бывшие аулы Джангулдой и Галикорт, на северо-востоке — бывший аул Бердукел и село Чайры, на юго-западе — село Шарой и бывшие аулы Чехилдой и Говолдой, на юго-востоке — село Хакмадой и бывшие аулы Мальчхиче и Хиндушты.